# Koceïla
Koceïla  (berbère : ⵇⵓⵙⴰⵢⵍⴰ , aussi orthographié Kusayla ou Kasîla) est un roi berbère de la fin du VIIe siècle. Il est principalement connu pour avoir résisté à la conquête arabe du Maghreb , dans la partie orientale de l’actuelle Algérie et la Tunisie moderne, de 683 à 688.
À la tête d’une coalition de troupes berbères et byzantines, Koceïla parvient en 683, à détruire un corps expéditionnaire omeyyade mené par le général arabe Oqba ibn Nafi, à Tahouda (près de l'actuelle Sidi Okba), expulser les occupants omeyyades de l’Est de l’Algérie et de la Tunisie moderne, et prendre Kairouan. Il meurt vers 688, battu lors d’une expédition punitive conduite par le général omeyyade Zouhaïr ibn Qaïs, à Mammès, qui reprend Kairouan.

## Nom
Selon l'historien Charles-Emmanuel Dufourcq, le nom Koceïla est une déformation du gentilice latin Caecilius, très répandu en Afrique romaine, et notamment à Volubilis. L’hypothèse est souvent reprise, notamment par l'historien Gabriel Camps, qui estime que le nom Koceïla n'est pas berbère. Pourtant, on retrouve dans cet anthroponyme une structure consonantique KSL parfaitement admissible en berbère. Il existe une racine lexicale berbère KSL, signifiant enlever, emporter, ramasser. Des formes proches existent dans l’onomastique berbère actuelle : Aksil, Aksel, et autres, et des noms proches sont d’ailleurs attestés dans l’histoire berbère antique. L’hypothèse latine de Dufourcq est donc fragile et le nom Koceïla pourrait être d'origine berbère.
La forme Kasîla devrait être préférée à Koceïla ou Kusayla, qui résultent d’ajouts hypothétiques à un nom berbère qui a été plus ou moins bien transcrit en arabe.

## Biographie

### Origines
Les historiens Ibn Khaldoun et Ibn Idhari du xive siècle, considèrent sa ville d’origine comme étant Tlemcen (en Algérie). Cependant, ces récits datent de quelque 700 années après sa mort. L'historien Al-Maliki (ixe siècle), plus proche de l’époque de la conquête musulmane du Maghreb, l’associe uniquement à la région des Aurès (en Algérie), tandis que l’historien Noé Villaverde Vega indique qu'il est probablement un roi du royaume d’Altava . Gabriel Camps est d’avis que Koceïla règne sur des territoires immenses, au point qu’il ne s’étonne guère de le voir, être présent dans toute l'Algérie moderne, de Tlemcen jusqu'aux Aurès, puis régner à Kairouan (en Tunisie moderne). Il affirme que Koceïla tirait l'essentiel de ses forces des régions occidentales du Maghreb et qu'il devait probablement être l'un des derniers roi de Maurétanie, dont les alliances, sinon la suzeraineté, s'étendent jusqu'au Tafilalet et jusqu'à l'Aurès, tandis que les Awraba occupent manifestement les confins algéro-marocains.
D’après Yves Modéran, qui privilégie le contexte géopolitique de la deuxième moitié du VIIe siècle, Koceïla devait être dans les années 670, une sorte d’exarque ou de préfet des Berbères de l’Aurès et des régions voisines, jusque-là investi par les byzantins. Bien connu d’eux, il tâtonne d’abord face aux Arabes puis, devant la carence de l’empereur byzantin au pouvoir, Constantin IV, prend seul la décision de leur résister, avec ses tribus et avec l’appui des autorités byzantines locales.
Selon Maurice Lenoir, le territoire contrôlé par les Awraba s'étend sur les confins algéro-marocains actuels mais aussi sur les territoires du Maroc septentrional central. P. Morizot et A. Siraj ont noté que le nom d'Awraba peut être rapprocher du nom d'une tribu de Maurétanie Tingitane et mentionnée par Ptolémée : les Ouerbikai où se retrouve notamment la racine "wrb" dont le principal centre urbain fut Ouobrix.
La très grande majorité des autres sources arabes, souvent bien antérieures à Ibn Khaldûn, donnent cependant une tout autre image des débuts du chef berbère. N’évoquant pas les Baranis ni même les Awraba, elles font apparaître Koceila bien plus à l’est, en Byzacène ou en Numidie, et situent à proximité du pays byzantin toute son action. Ainsi Ibn cAbd al-Hakam, mort en 871 : dans son récit principal, le gouvernement de Abû-l-Muhâdjir semble clairement limité à la seule Ifrîqiyya, et Koceila, cité pour la première fois vers 683, à Tahûda (antique Thabudeos), au sud de l’Aurès, est donné comme le chef d’une armée de Byzantins et de Berbères.

### Conquête musulmane du Maghreb
Selon des sources arabes tardives, à l’époque où Abou al-Mouhajir Dinar gouverne la nouvelle province omeyyade d’Ifriqiya (actuelle Tunisie), vers 675, Koceïla est le chef de la tribu des Awerba, elle-même alors à la tête de la très vaste confédération des Branès, qui détient la suprématie sur les Berbères. Il est le fils de Lemezm ou Lemzem et aurait succédé et eut pour lieutenant un certain Sekerdid ibn Zoufi, parfois appelé Sekerdid ibn Roumi ibn Marezt (signifiant le fils du Romain). D’abord chrétien, Koceïla se convertit à l'Islam au début de la conquête musulmane.   
En 678, l’émir omeyyade Abou al-Mouhajir Dinar invite Koceïla afin de le rencontrer dans son camp situé dans l'actuelle Tlemcen, alors connue sous le nom de Pomaria. Abou al-Mouhajir convainc Koceïla d’accepter l’Islam et de rejoindre son armée avec une promesse d’égalité complète avec les Arabes. Abou al-Mouhajir est un diplomate talentueux et impressionne Koceïla, avec, non seulement sa piété, mais avec son sens élevé du respect. Koceïla incorpore ses troupes berbères Awerba et Sanhadja dans les armées omeyyades et participe à leurs campagnes, uniformément réussies sous Abou al-Mouhajir. En 681, pour des raisons obscures, cet émir est ensuite remplacé par Oqba Ibn Nafi, le fondateur de Kairouan, qui traite Koceïla et ses hommes avec dureté et mépris.  
Le compte ci-dessus est contesté par certains historiens, qui préfèrent les premières sources du ixe siècle. Selon ces derniers, Koceïla n'a aucun lien à l'origine avec Abou al-Mouhajir, ni Oqba Ibn Nafi. Ces sources antérieures décrivent aussi Koceïla comme étant toujours chrétien. Néanmoins, toutes les sources conviennent qu'il est le chef d'une coalition mixte byzantino-berbère.  
D’après les récits additionnels du syrien Ibn al-Athir (xiiie siècle) et de l’égyptien Al-Nowaïri (xive siècle), qui restent contestés en raison de leur date tardive, Oqba aurait emmené avec lui Koceiïla en 683 dans une grande expédition à l’ouest de l'Ifriqiya, et, l'aurait fait couvrir de chaînes et traîné comme un trophée vivant tout au long de sa chevauchée à travers le Maghreb. Finalement, le manque de respect d’Oqba aurait révulsé Koceïla.   
Au retour de cette expédition, vers la base de Kairouan, Koceïla, s’échappe du corps expéditionnaire omeyyade, se joint aux forces byzantines, avec qui il s'est déjà mis en correspondance, et organise une embuscade. L’armée byzantino-berbère d’environ 5 000 hommes prend en embuscade et massacre le corps expéditionnaire arabe de 300 hommes, et tue successivement son chef, Oqba ibn Nafi (tué par Koceïla), et Abou al-Mouhajir, à Tahouda, dans l’actuelle Sidi Okba, en Algérie. Koceïla ayant alors la maîtrise incontestée de l’Ifriqiya, marche triomphalement sur Kairouan et expulse les Omeyyade, les repoussant au-delà de Gabès jusqu'en Cyrénaïque pendant 5 ans. D'après le Liber Pontificalis, Koceïla reprend effectivement le contrôle de l'ensemble de la province d'Afrique et restaure le règne impérial byzantin.   
D'après Ibrahim ibn ar-Raqiq et nombre d’auteurs plus tardifs, Koceïla semble avoir ménagé les Arabes restés à Kairouan et décidé de faire de cette ville sa capitale, ce qui laisserait deviner la volonté de créer un État de type nouveau, ouvert aux relations avec l’Islam.[réf. nécessaire]

### Chute et suite
En 688, des renforts arabes menés par le général Zouhaïr ibn Qaïs sont arrivés. Koceïla les rencontre dans la plaine de Mammès (dans les Aurès Algériennes modernes), une place forte byzantine de Byzacène. Après un combat long et indécis, l'armée byzantino-berbère est finalement vaincue, et Koceïla est tué. L’armée omeyyade victorieuse ne laisse toutefois qu’une simple garnison à Kairouan : surprise par des troupes byzantines débarquées à Barqa, cette garnison est massacrée sur le chemin du retour. 
En 693, le calife Abd al-Malik envoie une puissante armée de 40 000 hommes commandée par Hassan ibn Numan en Cyrénaique et Tripolitaine afin d’éliminer la menace byzantine. Cette armée ne rencontre aucune opposition avant d’arriver dans l'actuelle Tunisie, où elle prend Carthage en 698, et défait une troupe byzantino-berbère à Utique, près de l'actuelle Bizerte.
D’après l’historien irakien Khalifa ibn Khayyat, après avoir vaincu les Awerba à Sakouma, lors d’une expédition méconnue en 705-709, Hassan ibn Numan aurait pris en otage des enfants de Koceïla, réfugiés chez eux. Ibn Idhari affirme que Moussa Ibn Noçaïr a fait campagne dans la péninsule ibérique avec les fils de Koceïla à ses côtés.
Après sa mort, les Berbères résistent à nouveau, avec cette fois-ci, une femme à leur tête, la reine Dihya.

## Hommages
En décembre 2024, une statue équestre érigée à Bouhmama (wilaya de Khenchela), représentant  Koceïla, est démantelée par les autorités peu après son inauguration,, avant d'être finalement réinstallée, après une démarche administrative, le 2 janvier 2025.